# NSW Tennis Centre
NSW Tennis Centre (Tenisové centrum Nového Jižního Walesu), dříve známé jako Sydney Olympic Park Tennis Centre, je tenisový areál ležící v Sydneyském olympijském parku, který hostil soutěže tenisového turnaje na Letních olympijských hrách 2000 v Sydney.
Obsahuje šestnáct dvorců. Výstavba byla zahájena v listopadu 1998 a k oficiálnímu otevření došlo 8. prosince 1999 s náklady ve výši 42,9 miliónů australských dolarů.
Centrální kurt, oficiálně Ken Rosewall Arena, získal název po australském tenistovi Kenu Rosewallovi. Jeho kapacita činí 10 000 diváků. Na druhý dvorec má přístup 4 000 osob a na třetí pak 2 000. Areál obsahuje dalších sedm soutěžních a šest tréninkových kurtů. Hraje se na tvrdém povrchu Plexicushion.
Komplex každoročně hostí jeden z prvních profesionálních turnajů sezóny ženského i mužského okruhu – lednový Apia International Sydney, jakožto přípravu na úvodní grandslam Australian Open.

## Galerie

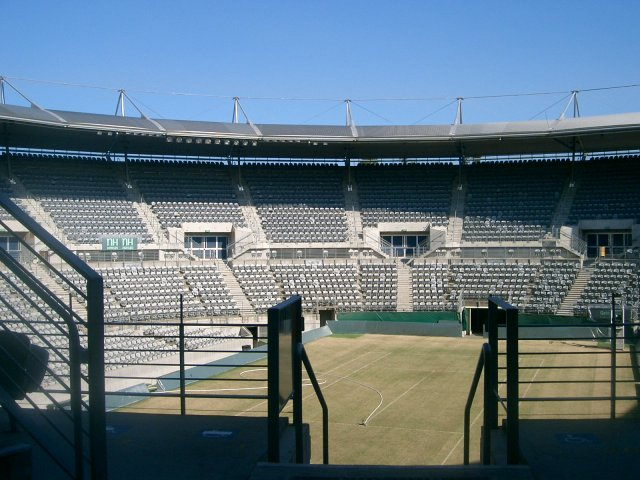
Ken Rosewall Arena
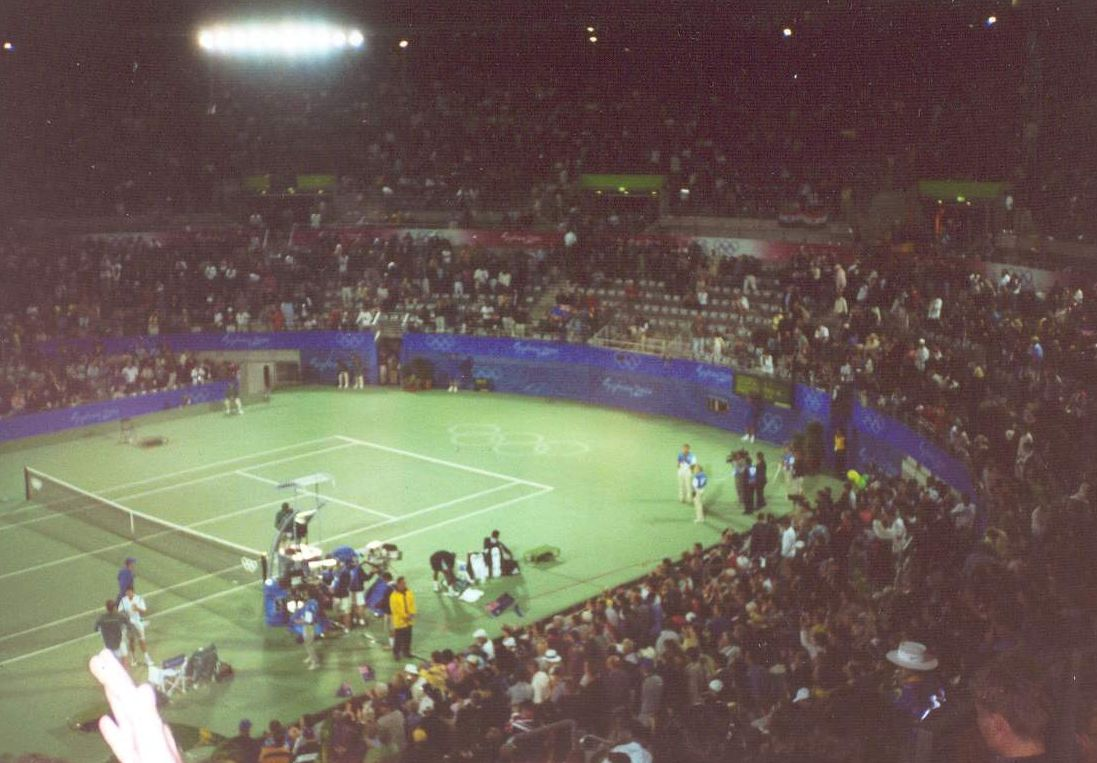
Zápas na LOH 2000
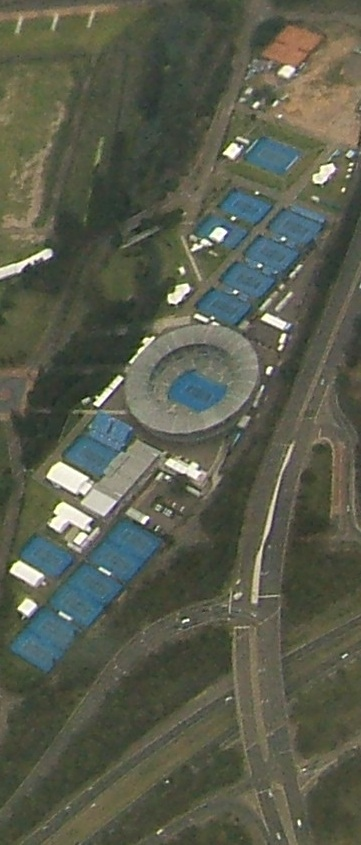
Letecký pohled na areál